# Pete Rock
Pete Rock, właśc. Peter Phillips (ur. 21 czerwca 1970 w Nowym Jorku) – amerykański raper, DJ i producent muzyczny. Współtwórca duetu Pete Rock & CL Smooth.

## Kariera
Karierę muzyczną zaczął jako DJ w nowojorskim radiu WBLS. Prowadził on w każdy piątkowy i sobotni wieczór audycję pt. In Control With Marley Marl. W roku 1991 wraz z CL Smoothem wydał EP All Souled Out. Rok później, wydali album Mecca and the Soul Brother. Po wydaniu w 1994 roku kolejnego albumu zatytułowanego Main Ingredient drogi obu artystów rozeszły się.
W 1998 wydał on płytę Soul Survivor, której był producentem. Na płycie wystąpili m.in. Inspectah Deck, Method Man, Kurupt, Raekwon, Kool G Rap, O.C., Common. W 2001 roku ukazała się kolejna wyprodukowana przez niego płyta zatytułowana PeteStrumentals, a w 2003 wydał kompilację utworów, które wyprodukował w połowie lat dziewięćdziesiątych pt. Lost And Found.
W 2004 roku wydał sequel swojej debiutanckiej płyty Soul Survivor 2. Na płycie wystąpili m.in. Talib Kweli, Dead Prez i jego stary partner C.L. Smooth. Współpracował m.in. z takimi wykonawcami jak: Nas, Notorious B.I.G., Run-D.M.C., Redman, Public Enemy, Rakim, Mary J. Blige, J Dilla, Styles P, Psycho Realm, Gang Starr, Non Phixion, M.O.P., Grand Agent, Das EFX, Busta Rhymes, Common, Cormega, 50 Cent, Tha Dogg Pound, The Black Eyed Peas, Black Star, Big L, House of Pain, Grand Puba, Jim Jones, KRS-One, Onyx.
W marcu 2009 roku wystąpił w Warszawie w klubie The Fresh.

## Dyskografia
- The Original Baby Pa (z Deda) (1995)
- Center Of Attention (z INI) (1995)
- Soul Survivor (1998)
- PeteStrumentals (2001)
- Lost & Found: Hip Hop Underground Soul Classics (z INI & Deda) (2003)
- Soul Survivor II (2004)
- My Own Worst Enemy (z Edo G) (2004)
- The Surviving Elements: From Soul Survivor II Sessions (2005)
- Underground Classics (2006)
- NY’s Finest (2008)
- NY’s Finest Instrumentals (2008)
- The Surviving Elements: From Soul Survivor II Sessions (2009)
- Monumental (ze Smif-n-Wessun) (2011)
- PeteStrumentals 2 (2015)